# AN/MPQ-64 Sentinel
AN/MPQ-64 Sentinel — 3-вимірний радар створений американською компанією Hughes Aircraft Co. (нині придбано Raytheon) для систем ППО малого радіусу дії (SHORAD). Побудований на основі технології пасивної фазованої антенної решітки.
Здатен виявляти цілі малого розміру (БПЛА), крилаті ракети, вертольоти та літаки. Ефективна дальність — до 40 км.

## Оператори

### Україна
- 13 квітня 2022 року Пентагон оприлюднив подробиці нового пакету міжнародної технічної допомоги Україні, до складу якої увійшло 2 радара AN/MPQ-64 Sentinel[1][2].